# Boris Zilber
Boris Zilber (în rusă Борис Иосифович Зильбер, n. 1949, Tașkent, Uzbekistan) este un matematician englez de origine rusă cunoscut pentru cercetările sale din logica matematică, cu precădere din teoria modelelor. Acesta este profesor de logică matematică în cadrul Universității Oxford. 
Și-a obținut titlul de doctor în cadrul Universității de Stat din Novosibirsk în 1975 sub coordonarea lui Mikhail Taitslin, iar abilitarea în 1986 în cadrul Universității de Stat din Sankt Petersburg.
A fost premiat cu Premiul Berwick în 2004 și Premiul Pólya în 2015 de către Societatea de Științe Matematice din Londra.